# Duel Quiz
Duel Quiz est un jeu vidéo de culture générale sur le principe du quiz, questionnaire à choix multiples. Les parties ordinaires sont en duel contre un adversaire au hasard, ou contre un ami sélectionné. D'autres parties sont seul contre tous lors de quiz spéciaux, ou contre quatre adversaires en mode Arène.

## Historique
Duel Quiz est créé en 2012. Selon MAG Interactive en 2020, plus de 100 millions de joueurs y ont déjà joué. 

## Principe du jeu
L'utilisateur choisit un adversaire au hasard ou parmi ses amis, sélectionne un thème parmi 3 présentés, puis tâche de répondre correctement aux questions posées. 
Le gagnant est le joueur qui a le plus de bonnes réponses,. 
Les questions sont réparties par séries comportant chacune six quiz de trois questions.
Les duels sont en ligne, avec une connexion internet. L'adversaire est choisi au hasard, ou parmi sa liste d'amis.
Il y a aussi des quiz spéciaux, des quiz mensuels, et le mode Arène pour des parties à cinq joueurs aléatoires. 

## Accueil
Le jeu est sélectionné en 2014 par Europe 1 parmi les dix meilleurs jeux gratuits pour mobiles Android et iOS. Selon Johann Duriez-Mise d'Europe 1, l'interface est esthétiquement l'une des pires, en revanche il juge ce jeu très addictif, « il n'y a pas plus addictif » selon lui ; il regrette cependant la nécessité d'une connexion internet pour jouer avec cette application.
Début juillet 2014, le magazine Elle présente Duel Quiz parmi les « 10 applis à télécharger pour un été parfait ! »
La plateforme d'Android France place ce jeu en deuxième dans sa sélection des meilleurs quiz sur Android, pour les smartphones et tablettes, en mai 2015. Le fait que la version soit complètement en français est apprécié.

## Versions successives
Il existe simultanément deux versions du jeu : une version de base gratuite mais comportant des publicités, et une autre version, payante mais sans bandeau publicitaire. Dans les deux cas, il est possible de faire des achats pour acquérir par exemple plus de pièces fictives et les investir dans le jeu. 
Une nouvelle version paraît en 2020, avec la poursuite des mêmes principes, enrichis d'un nouveau mode de jeu, « Arène », avec successions de compétitions entre cinq joueurs, sur un thème donné. Ce dernier mode fonctionne légèrement différemment du mode classique. L'enjeu est double : il faut non seulement sélectionner la bonne réponse, mais aussi le faire plus rapidement que les autres joueurs pour gagner la manche. À la fin de chacune des six manches, l'utilisateur reçoit un score qui le fait monter dans le classement. Chaque Arène (par thème) est disponible pour une durée limitée dans le temps, en général 24h. Les trois premiers du classement reçoivent une médaille (or, argent, bronze), ainsi que quelques récompenses (pièces de monnaies et points pour progresser dans son niveau).

## Versions particulières
D'autres versions sont développées spécialement pour des entreprises ou des organismes. 
Électricité de France commande une version spécifique de Duel Quiz, qui est livrée en mai 2016. Elle permet à EDF de faciliter l'intégration de ses nouveaux collaborateurs. Les salariés du groupe EDF ont participé à l'élaboration des questions, qu'ils ont transmises par le réseau social interne de l'entreprise. Les questions portent notamment sur l'entreprise, son histoire, ses métiers, l'énergie, le digital, les processus de la société.
La Banque centrale européenne, à l'occasion des vingt ans de l'euro, fait développer par Mag Interactive pour 2019 une version de Duel Quiz avec des questions sur les missions de la banque centrale, ses objectifs, et sur divers sujets à propos de l'Union européenne, avec un jeu-concours.